# Cristóbal de Mondragón

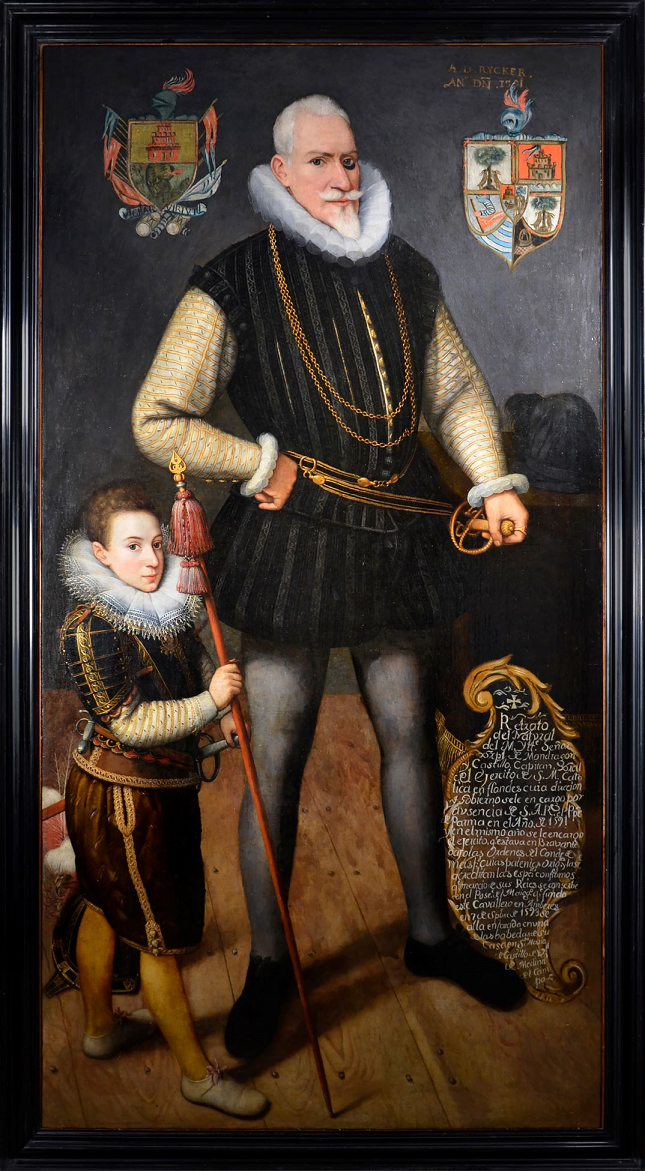
Portret door Abraham de Rycke (1591)

 Cristóbal de Mondragón y Otalora (Christoffel van Mondragon) (Medina del Campo, 1504/1514 – Antwerpen, 4 januari 1596) was een Spaans veldheer tijdens de Tachtigjarige Oorlog. Mondragon arriveerde in de Zuidelijke Nederlanden in 1544 en zou op twee korte reizen na (1570-1571, 1579) zijn verdere leven hier verblijven. Hij sprak de Franse taal en trouwde een Frans-Vlaamse vrouw uit Douai.
In 1572 trok hij bij laag water met zijn leger over de Oosterschelde, waarbij hijzelf voorop ging, en ontzette hij het door de geuzen belegerde Goes, waarna hij door de hertog van Alva werd vergeleken met Mozes, die zijn volk door de Rode Zee leidde. De landvoogd benoemde hem tot stadhouder van Zeeland.
Op 21 februari 1574 moest hij de stad Middelburg aan Willem van Oranje overdragen, na een beleg van negen maanden waarbij honderden inwoners van honger omkwamen. Twee jaar later belegerde hij Zierikzee en nam de stad in. Na deze verovering kon hij niet verhinderen dat de Spaanse soldaten, die reeds lange tijd niet betaald werden, aan het muiten sloegen.
Onder Alessandro Farnese nam hij in 1579 aan het Beleg van Maastricht deel. Zijn laatste veldtocht was in 1595. Hij wist de belegering van Grol door Maurits van Nassau, de latere prins van Oranje, te doorbreken en stuurde aan op een directe confrontatie met zijn concurrent, maar Maurits trok zijn leger terug. Hierna verdreef Mondragon de ruiterij van Filips van Nassau en nam deze gevangen.
Mondragon stierf op hoge leeftijd als stadhouder in de toenmalige citadel van Antwerpen.

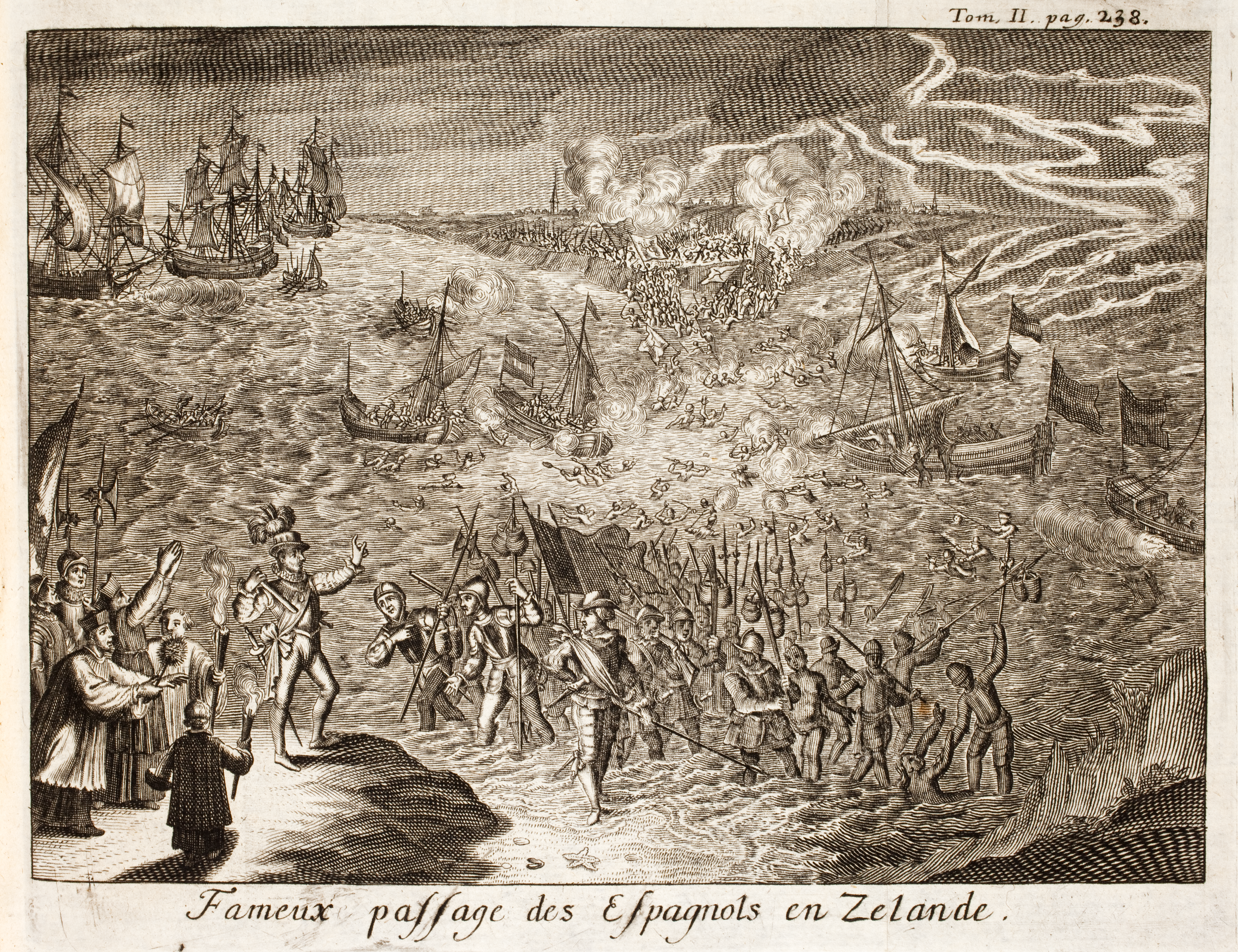
Spaanse troepen onder Mondragón steken in de nacht van 28 op 29 september 1575 de Zijpe over tussen Schouwen en Duiveland.